# Anolis argenteolus
Anolis argenteolus este o specie de șopârle din genul Anolis, familia Polychrotidae, descrisă de Cope 1861. Conform Catalogue of Life specia Anolis argenteolus nu are subspecii cunoscute.